# Louisa Gould
Louisa Eva Gould (Saint Ouen, 7 ottobre 1891 – Ravensbrück, febbraio 1945) è stata un membro del movimento di resistenza britannica nelle Isole del Canale durante la seconda guerra mondiale. Dal 1942 fino al suo arresto nel 1944, ospitò un prigioniero sovietico fuggito sull'isola di Jersey noto come Feodor Polycarpovitch Burriy. In seguito al processo, è stata inviata al campo di concentramento di Ravensbrück dove è stata gasata a morte nel 1945. Nel 2010 è stata nominata postuma Eroe britannico dell'Olocausto.

## Biografia
Louisa Eva Le Druillenec è nata a Saint Ouen nel Jersey, il 7 ottobre 1891. Per la maggior parte della sua vita ha gestito un negozio di alimentari a La Fontaine, Millais a St Ouen.
Gould ebbe due figli, Ralph ed Edward, entrambi arruolati nelle forze armate britanniche durante la seconda guerra mondiale. Edward, un ufficiale della Royal Navy Volunteer Reserve, fu ucciso in azione nel 1941.

### Resistenza
Durante l'occupazione tedesca delle isole del Canale della seconda guerra mondiale, i nazisti usarono i soldati russi catturati nei lavori forzati. A partire dalla fine del 1942, Gould nascose il prigioniero sovietico fuggito sull'isola, Fyodr Polycarpovitch Burriy, ex pilota che era stato catturato dopo che il suo aereo era stato abbattuto. Consapevole delle severe sanzioni in cui incorreva per ospitare i nemici dei tedeschi, Gould disse semplicemente:"Devo fare qualcosa per il figlio di un'altra madre". Gould nascose Burriy in casa sua per 18 mesi.

### Arresto, processo e morte
Un vicino in seguito riferì che Gould stava ospitando Burriy, che lei chiamava "Bill". Nel giugno 1944, le forze tedesche perquisirono la casa: anche se non hanno trovato Burriy, hanno comunque trovato un pezzo di carta che era stato usato come etichetta per un regalo di Natale, indirizzato a Burriy, e un dizionario russo-inglese che aveva usato per esercitarsi con la lingua. Burriy riuscì comunque ad evitare la cattura fino alla fine della guerra.
Gould fu arrestata dai nazisti ed accusata. Al processo fu condannata a due anni di carcere per aver ospitato Burriy e per il possesso di una radio che aveva conservato nonostante i regolamenti le imponevano di consegnarla. Con lei furono arrestati suo fratello Harold Le Druillenec e sua sorella Ivy Forster.
Dopo il processo, fu inviata al campo di concentramento di Ravensbrück. Suo fratello Harold fu inviato invece al campo di concentramento di Bergen-Belsen e sembra sia stato uno degli unici due sopravvissuti britannici. Louisa Gould fu gasata a morte nel febbraio 1945 a Ravensbrück.

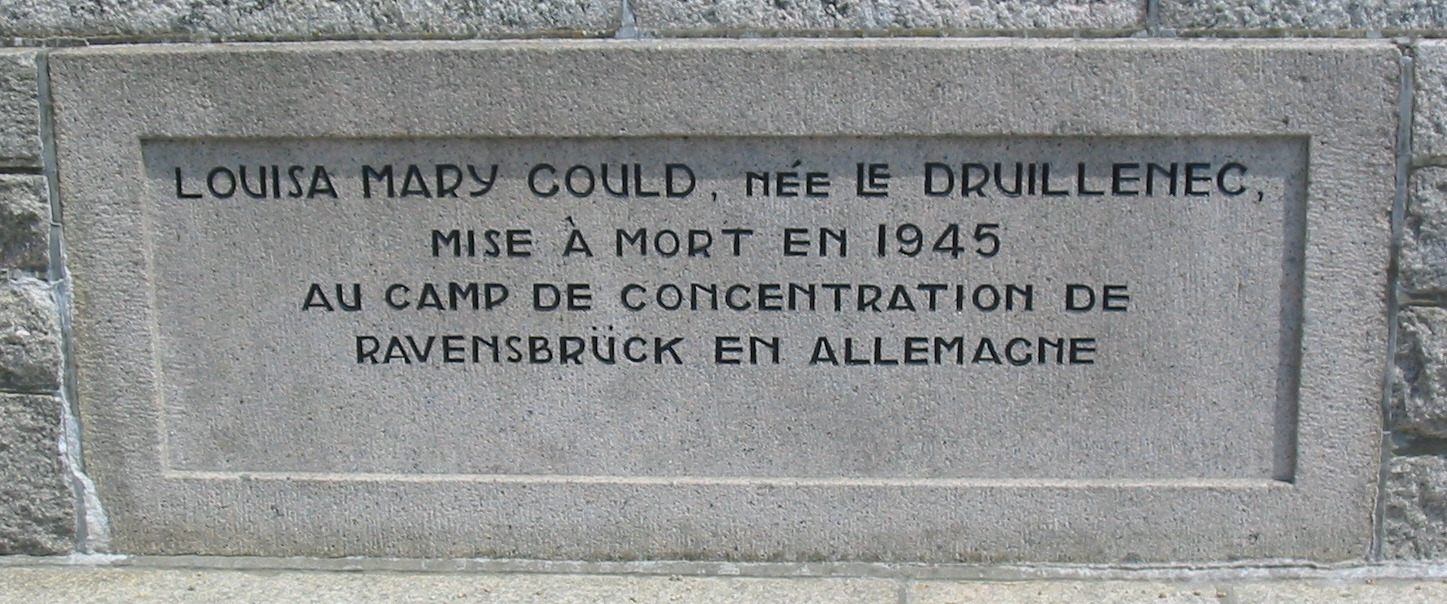
La targa a Saint Ouen che commemora la morte di Louisa Gould.

## Riconoscimenti
Nel 1995, è stata posta una targa commemorativa a Saint Ouen, suo paese natale; Burriy, l'ex prigioniero russo, ha partecipato alla sua inaugurazione. Nel 2010 è stata nominata postuma Eroe britannico dell'Olocausto.
La storia di questa donna è descritta nel film del 2017 Another Mother's Son di Jenny Seagrove.